# Albert Park
Albert Park ist ein Stadtteil der australischen Stadt Melbourne, ca. 3 km südlich des Stadtzentrums. Seine Einwohnerzahl betrug 2016 6.215 Personen.
Der Albert Park, der dem Stadtteil seinen Namen gab, ist mit dem Albert Park Lake in seiner Mitte einer der größten Parks von Melbourne und ein wichtiges Erholungsgebiet. Der Park wurde zu Ehren von Albert von Sachsen-Coburg und Gotha, dem Gatten der englischen Königin Victoria, benannt. Im Park befindet sich auch der Albert Park Circuit, auf dem seit 1996 jährlich der Große Preis von Australien als Saisonauftakt der Formel 1 stattfindet.